# Lusine Zakaryan
Pour les articles homonymes, voir Zakaryan.
Répertoire
- chants populaires et religieux arméniens
- arias antiques spirituelles arméniennes
- opéras en langue arménienne
- restitution des œuvres de Komitas et Makar Jekmalian (hy).

Lusine Zakaryan, née Svetlana Zakaryan (en arménien : Լուսինե Զաքարյան ; en russe : Лусинэ (Светлана) Абетовна Закарян), est une soprano arménienne, née le 1er juin 1937, à Akhaltsikhé (Géorgie), morte le 30 décembre 1992,, à Erevan (Arménie).

## Biographie

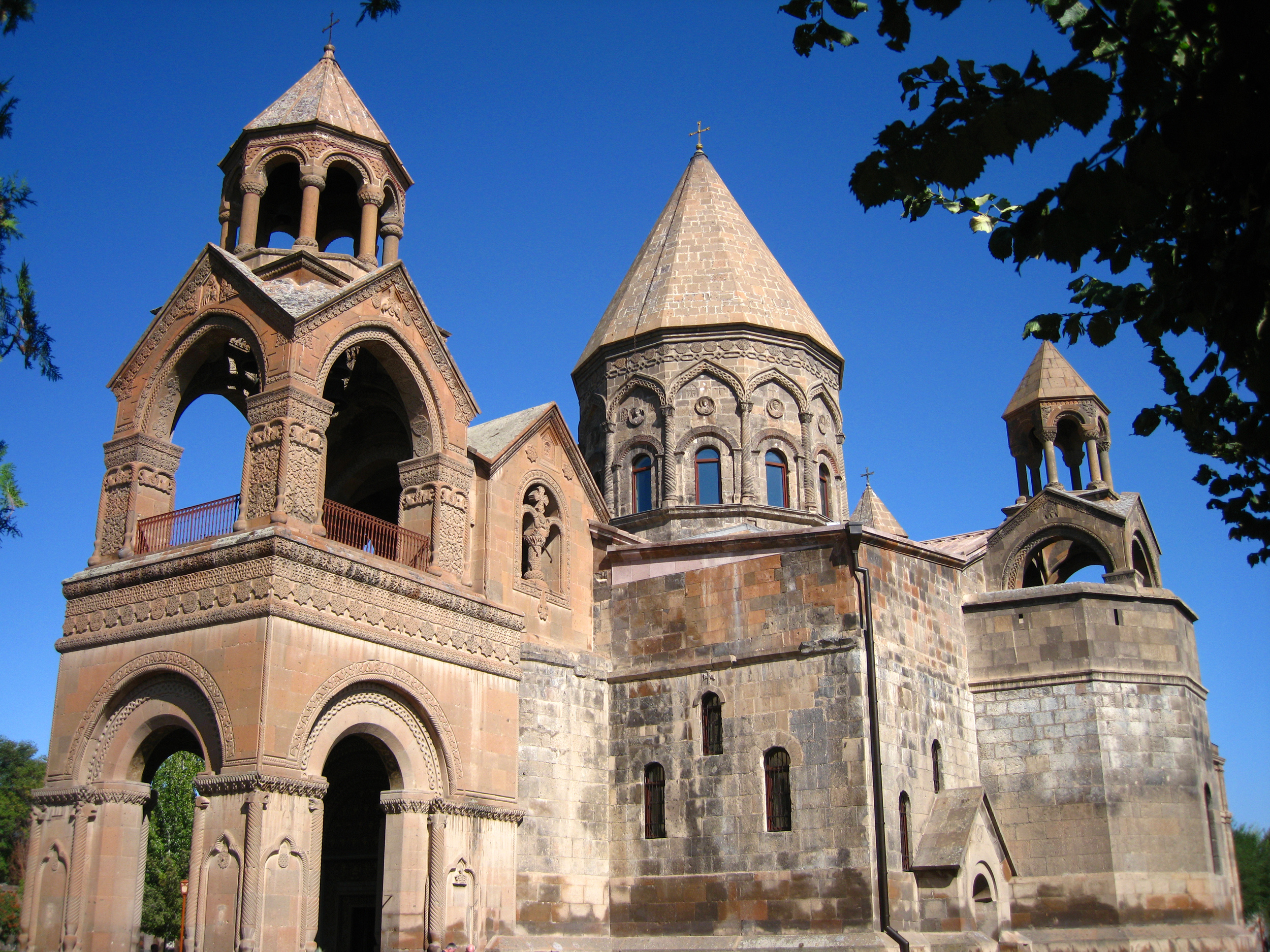
La cathédrale d’Etchmiadzin est l’une des plus anciennes églises d’Arménie. Lusine Zakaryan y officie en qualité de choriste et soliste du chœur du siège patriarcal de l’Église apostolique arménienne.

Lusine Zakaryan passe son enfance dans la province de Samtskhé-Djavakhétie, située au sud de la Géorgie.
En 1952, elle déménage, avec sa famille, à Erevan ; elle y entame ses premières études musicales.
En 1957, elle entre au Conservatoire de musique d’Erevan ; ses aptitudes pour le chant se confirment.
De 1970 à 1983, Lusine Zakaryan est soliste de l’orchestre symphonique de la radio télévision arménienne.
Elle officie également dans le chœur du siège patriarcal de l’Église apostolique arménienne de la cathédrale d’Etchmiadzin.
Outre l’opéra, le répertoire de Lusine Zakaryan inclut des chants populaires et religieux arméniens.
Lusine Zakaryan a contribué à la renaissance d’arias antiques spirituelles arméniennes. 
Ses interprétations plongent dans la quintessence initiatique du folklore traditionnel et des chants d’église.
Elle s’est notamment distinguée dans sa restitution des œuvres de Komitas et Makar Jekmalian (hy).
Des ennuis de santé mettent prématurément fin à sa carrière artistique.
Elle s’éteint le 30 décembre 1992, des suites du diabète, à l'âge de 55 ans.

## Récompenses

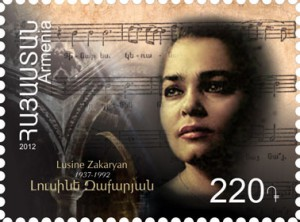
Timbre-poste arménien célébrant le de la naissance de Lusine Zakaryan (2012).

Lusine Zakaryan a été gratifiée des récompenses honorifiques suivantes : 
- « Prix de l’artiste la plus populaire », décerné par la RSS d’Arménie.
- « Prix de la nation », décerné par la RSS d’Arménie.